# Гешвинд синдром
Гешвинд синдром, познат и као Гасто-Гешвинд синдром, је скуп понашајних појава које су присутне код појединаца са епилепсијом  временског режња. Назив је добио по Норману Гешвинду, једном од првих истраживача који је категорисао ове симптоме и који је издавао бројне радове о овој теми у периоду од 1973. до 1984. године. Постоји контроверза око тога да ли је овај синдром заиста неуропсихијатријски поремећај. Епилепсија временског режња изазива благе хроничне промене личности које су интерикталне (јављају се између напада) и које се споро појачавају током времена. Гешвинд синдром обухвата пет главних промена: хиперграфију, хиперрелигиозност, атипичну (обично смањену) сексуалност, циркумстанцијалност и појачан ментални живот. За дијагнозу нису неопходни сви симптоми. Само неки људи са епилепсијом или епилепсијом временског режња показују карактеристике Гешвинд синдрома.

## Карактеристике

### Хиперграфија
Хиперграфија је склоност ка обимном и компулзивном писању или цртању, која је запажена код особа са епилепсијом временског режња које су доживеле више нападаја. Особе са хиперграфијом показују изузетну пажњу према детаљима у свом писању. Неки од њих воде дневнике у којима бележе прецизне детаље о свакодневном животу. У појединим случајевима, ова писма показују изражену заинтересованост за религиозне теме. Ове особе такође обично имају лош рукопис. Руски писац Фјодор Достојевски, који је познат као особа са епилепсијом, показивао је знаке Гешвинд синдрома, укључујући и хиперграфију. У неким случајевима, хиперграфија се манифестује и као компулзивно цртање. Цртежи особа са хиперграфијом карактеришу понављање и висок ниво детаља, а понекад се писање и цртање спајају.

### Хиперрелигиозност
Неки појединци могу показивати хиперрелигиозност, која се карактерише повећаним, обично интензивним, религиозним осећањима и филозофским интересовањима, а пацијенти са делимичном (временском режњом) епилепсијом који доживљавају честе ауре, које се перципирају као нуминозне по природи, испољавају већу духовност током и између нападаја. Неке ауре укључују екстатична искуства. Тврди се да многи верски вође могу имати ову форму епилепсије. Ова религиозна осећања могу мотивисати веровања у оквиру било које религије, укључујући вуду, хришћанство, ислам, и друге. Поред тога, „код особе из снажно религиозног окружења хиперрелигиозност може изгледати као дубоко осећени атеизам“.  Постоје извештаји о пацијентима који прелазе између религија. Неколико пацијената у себи доживљава своја религиозна осећања: када их питaju да ли су религиозни, кажу да нису. Један рецензент је закључио да „докази за везу између епилепсије временског режња и хиперрелигиозности нису превише убедљиви“. 

### Атипична сексуалност
Особе са Гешвинд синдромом пријављују већи учесталост атипичне или измењене сексуалности. Око половине обољелих особа има смањену сексуалност (асексуалност). Ретко су пријављени случајеви појачане сексуалности (хиперсексуалности).

### Циркумстанцијалност
Особе које показују циркумстанцијалност (или вискозност) имају тенденцију да дуже одржавају разговор и да понављају већ изговорено.

### Појачан ментални живот
Особе могу показивати појачан ментални живот, укључујући продубљене когнитивне и емоционалне реакције. Ова склоност може бити повезана са хиперграфијом, што води ка плодном креативном изразу и тенденцији ка интензивним, усамљеним активностима.[потребан извор]